# Notația bra-ket
Notația bra-ket, pentru vectorii din spațiul Hilbert, în care sunt descrise stările dinamice ale unui sistem atomic în mecanica cuantică, a fost introdusă de Dirac. Ea utilizează simbolurile bra și ket, adică parantezele unghiulare și bara verticala. Denumirile sunt mnemonice: ele derivă de la cuvântul bracket (care în engleză înseamnă paranteză) și generează notația {\displaystyle \langle bra|c|ket\rangle \,} pentru produsele scalare și elementele de matrice.

## Convenții de notație și limbaj
Orice vector {\displaystyle u\,} din spațiul stărilor se numește vector ket  și este notat în forma {\displaystyle |ket\rangle \,}, unde ket e un simbol identificator.
Dacă un vector {\displaystyle v\,} din spațiul stărilor apare ca primul factor (la stânga) într-un produs scalar, el se numește vector bra  și este notat în forma {\displaystyle \langle bra|\,}, unde bra e un simbol identificator.
Produsul scalar dintre vectorii ket {\displaystyle v=|v\rangle \,} și {\displaystyle u=|u\rangle \,}, în această ordine, notat {\displaystyle \langle v|u\rangle \,}, apare în notația Dirac ca produsul dintre vectorul bra {\displaystyle \langle v|\,} și vectorul ket {\displaystyle |u\rangle \,}.
Acțiunea unui operator {\displaystyle A\,} asupra unui vector ket {\displaystyle |u\rangle \,}, notată {\displaystyle A|u\rangle \,}, este echivalentă cu acțiunea operatorului {\displaystyle A\,} la stânga asupra vectorului bra corespunzător {\displaystyle \langle u|\,}, notată {\displaystyle \langle u|A\,}. 
Drept consecință, produsul matricea al operatorului {\displaystyle A\,} cu vectorii ket {\displaystyle v=|v\rangle \,} și {\displaystyle u=|u\rangle \,}, în  ordinea v A u, notat convențional {\displaystyle \langle v|Au\rangle \,}, se scrie în notația Dirac în forma {\displaystyle \langle v|A|u\rangle \,}, cu două bare verticale.
Notația Dirac e convenabilă atunci când simbolurile identificatoare (care în notația convențională se scriu de obicei ca indici) sunt foarte complexe.